# Zweigkanal (Dortmund-Ems-Kanal)
Der Zweigkanal des Dortmund-Ems-Kanal, in Herne für den stillgelegten Abschnitt auch als Stichkanal bezeichnet, war eine rund sieben Kilometer lange Wasserstraße zwischen dem Schiffshebewerk Henrichenburg und Herne, die zwischen 1893 und 1896 erbaut wurde. Der Zweigkanal war der Vorläufer einer Verbindung des Dortmund-Ems-Kanals mit dem Rhein, dem heutigen Rhein-Herne-Kanal. 

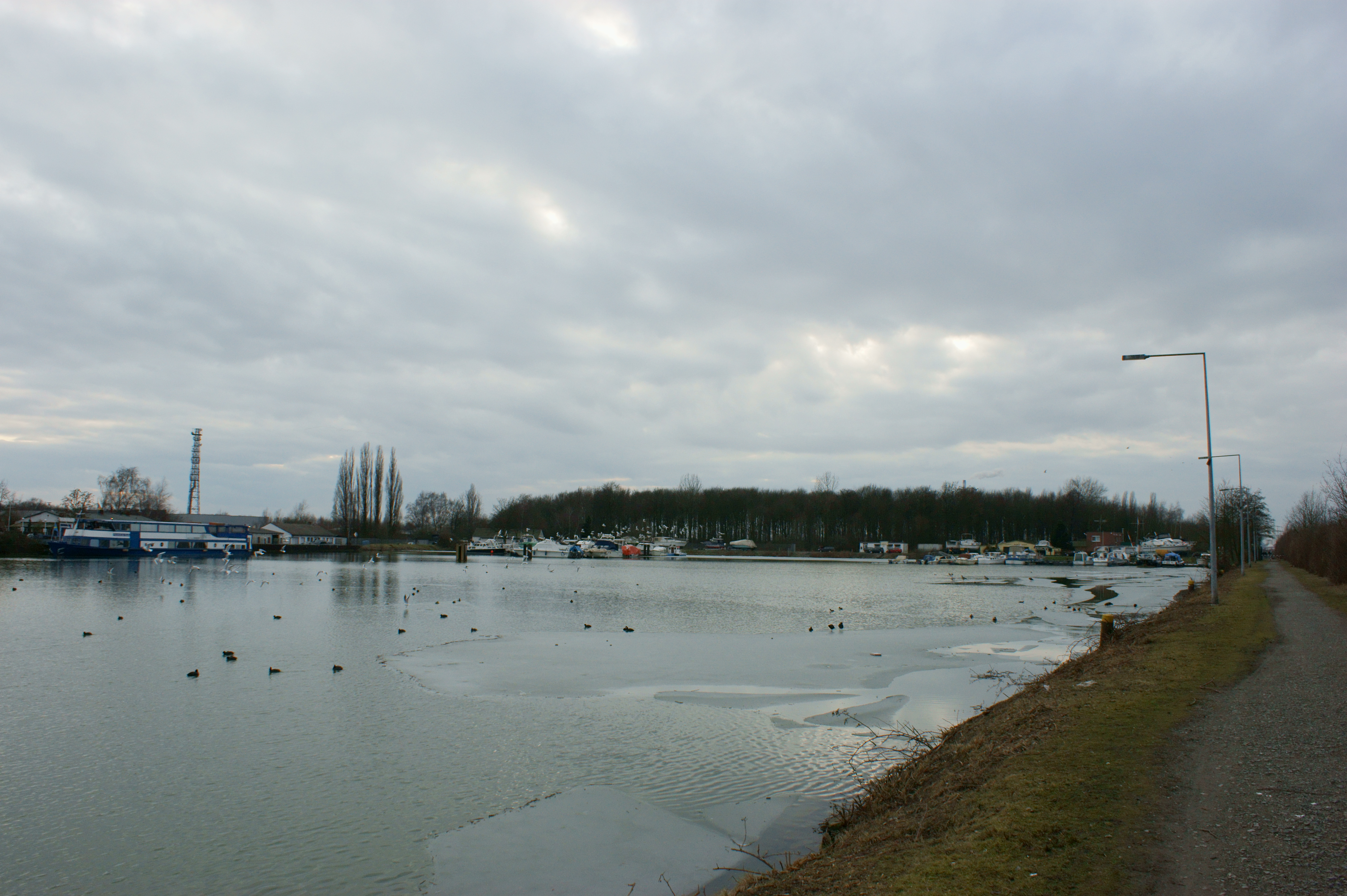
Der heutige Yachthafen in Herne. Hier hatte der Stichkanal seinen Anfang.

Der Stichkanal hatte seinen Anfang am Kanalhafen der Schachtanlage Friedrich der Große III/IV (51° 33′ 50,3″ N, 7° 15′ 13,2″ O) und verlief mitten durch den Ortsteil Horsthausen bis zur heutigen Brücke der A 42 an der Bahnhofstraße (51° 32′ 57,7″ N, 7° 12′ 54,4″ O), direkt neben der Shell-Tankstelle am Rande der Herner Innenstadt unweit von Schloss Strünkede. Am ehemaligen Kanalhafen der Zeche Friedrich der Große befindet sich heute die Schleuse Herne-Ost.
In der Zeit von 1895 bis 1938 diente der Kanal dem Kohletransport zwischen den Schachtanlagen Zeche Friedrich der Große I/II in Herne-Horsthausen und III/IV in Herne-Börnig. Dieser Kanalabschnitt benötigte keinerlei Schleusen. Der Bau dieser Wasserstraße war notwendig geworden, da die damalige Infrastruktur keine andere Transportmöglichkeit zuließ, eine durchgehende Straßenverbindung zwischen Horsthausen und Börnig gab es seinerzeit noch nicht.
Neben dem Kohletransport wurden auf diesem Kanalstück auch Ausflugsdampfer eingesetzt. In Anbetracht dessen, dass Herne an zwei Kanälen lag, gab der Stadt den Ruf „Kanalstadt Herne“. Im Winter hatte dieser Kanalabschnitt die scherzhafte Bezeichnung „Hernes längste Schlinderbahn“, im Sommer die Bezeichnung „Hernes längste Badeanstalt“ inne.
Im Jahre 1934 kam es durch erhebliche Bergsenkungen fast zu einem Dammbruch in Horsthausen. Daraufhin wurden die Dämme zwar noch einmal beträchtlich verstärkt, jedoch konnte die zerstörerische Wirkung der Bergschäden auf das Kanalbett nicht aufgehalten werden.
Aus diesem Grunde wurde der Abschnitt des Stichkanals im Oktober 1937 stillgelegt, das gleiche Schicksal ereilte den Hafen der Zeche Friedrich der Große I/II in Horsthausen. Im Stadtteil Horsthausen gibt es noch eine Apotheke, die „Hafen-Apotheke“, die mit ihrem Namen an diese Zeit erinnert.
Am 12. Januar 1938 wurde durch eine Dammsprengung in Höhe des Landwehrbaches (heute Kleingartenverein „Im Stichkanal“) das Wasser abgelassen. Zuvor wurde in Höhe des Hafens Friedrich der Große III/IV in Börnig dieser Kanalabschnitt mit einer Spundwand von den übrigen Kanalanlagen abgetrennt.
Während große Abschnitte des leeren Kanalbetts sofort zugeschüttet und einer anderen Nutzung zugeführt wurden, beispielsweise die Weiterführung der Gneisenaustraße bis zum Kanalhafen Friedrich der Große III/IV, Feinkohlelagerstätte bei der Anlage I/II, konnte man noch bis zum Bau der A42 an manchen Stellen in Horsthausen das ehemalige Kanalbett gut ausmachen. Heute benutzt die BAB 42 diese Trasse. Zur Erstellung der ersten Packlage für die Trasse der Autobahn und Verfüllung des leeren Kanalbetts östlich der früheren Brücke Werderstraße wurde in diesem Bereich das Gestein der Halde der ehemaligen Schachtanlage Friedrich der Große I/II, die im oberen Teil der Hafenstraße aufgeschüttet war, verwendet. Von Herne Baukau in Fahrtrichtung Castrop-Rauxel kann man den früheren Verlauf dieser Wasserstraße noch an der schnurgeraden Straßenführung erkennen. Die Anlagen des bereits erwähnten Kleingartenvereins „Im Stichkanal“ orientieren sich ebenfalls am Verlauf des ehemaligen Kanalbettes.
Vor dem Kanalbau wurde diese Trasse bis 1882 als Eisenbahnstrecke von der Königlich-Westfälischen Eisenbahn-Gesellschaft genutzt.
An den eigentlichen Zweigkanal bis Henrichenburg schloss 1914 der Rhein-Herne-Kanal an. 1950 wurde der Zweigkanal offiziell dem Rhein-Herne-Kanal zugeordnet, der somit kurz vor dem alten Schiffshebewerk Henrichenburg (von 1899) in den Dortmund-Ems-Kanal übergeht.